# Philippe Le Corbeiller
Philippe Emmanuel Le Corbeiller (Paris, 11 de janeiro de 1891 – Wassenaar, Holanda do Sul, 24 de julho de 1980) foi um engenheiro eletricista, matemático e físico franco-estadunidense. Após uma carreira na França como especialista em eletrônica de telecomunicações, foi professor de física aplicada e educação geral da Universidade Harvard. Suas mais importantes contribuições científicas foram em teoria e aplicações de sistemas não lineares, incluindo auto osciladores.

## Carreira na França
Filho do político Jean-Maurice Le Corbeiller e sua mulhere Marguerite Dreux, Philippe entrou na École Polytechnique em 1910, onde estudou engenharia e ciências matemáticas. Durante a Primeira Guerra Mundial serviu no batalhão de comunicações francês, obtendo a Cruz de Guerra e compondo o quadro do marechal Ferdinand Foch. Após a guerra trabalhou com telegrafia e sistemas de rádio.
Obteve um doutorado em matemática em 1926 na Universidade de Paris, com a tese Contribution a l’étude des formes quadratiques a indéterminées conjuguées, orientado por Charles Émile Picard. Sua tese foi sobre a teoria aritmética de formas hermitianas, seguindo o trabalho do então recentemente morto Marie Georges Humbert. De 1929 a 1939 trabalhou no ministério francês das comunicações (Ministère des Postes, Télégraphes et Téléphones) como engenheiro pesquisador e lecionou na École Supérieure d'Électricité (Supélec). De 1939 a 1941 foi diretor técnico e de programação da rede de notícias nacional francesa (Radiodiffusion nationale).

## Mudança para Harvard
Le Corbeiller e sua família se mudaram para os Estados Unidos em 1941, fugindo da ocupação alemã da França. Le Corbeiller passou o resto da Segunda Guerra Mundial na Universidade Harvard, lecionando sobre eletrônica o pessoal do Exército e da Marinha dos Estados Unidos. Tornou-se cidadão dos Estados Unidos e professor de física aplicada e educação geral em Harvard. Recebeu um diploma honorário do Master of Arts (MA) de Harvard em 1949. Eleito fellow da Academia de Artes e Ciências dos Estados Unidos, da Acoustical Society of America e da Sociedade Econométrica, Le Corbeiller foi também membro da American Physical Society e da Associação Americana para o Avanço da Ciência.

## Publicações selecionadas
- Le Corbeiller, P. (1931). Les systèmes autoentretenus et les oscillations de relaxation. Conférences faites au Conservatoire National des Arts et Métiers les 6 et 7 mai 1931. Paris: Hermann et cie
- Décaux, B.; Le Corbeiller, P. (1931). «Sur un système électrique auto-entreténu utilisant un tube à néon». Comptes Rendus de l'Académie des Sciences. 193 (2): 723–725
- Le Corbeiller, P. (1932). «Sur l'entretien en oscillations du réseau passif le plus général». Comptes Rendus de l'Académie des Sciences. 194: 1564–1566
- Le Corbeiller, P. (1932). «Le mécanisme de la production des oscillations». Annales des Postes, Télégraphes et Téléphones. 21 (1): 697–731 Reprinted in Le Corbeiller, P. (1933). «Le mécanisme de la production des oscillations». Onde Électrique. 12: 116–148
- Le Corbeiller, P. (1933). «Les systèmes autoentretenus et les oscillations de relaxation». Econometrica. 11 (3): 328–332. JSTOR 1907044. doi:10.2307/1907044
- Le Corbeiller, P. (1936). «The non-linear theory of the maintenance of oscillations». Journal of the Institution of Electrical Engineers. 79 (477): 361–378. doi:10.1049/jiee-1.1936.0162
- Le Corbeiller, P. (1939). Électro-acoustique: oscillations et ondes harmoniques, transformateurs électro-mécaniques, transformateurs mécanico-acoustiques, génération d'oscillations acoustiques, acoustique physiologique, mesures. Paris: Étienne Chiron
- Friedrichs, K. O.; Le Corbeiller, P.; Levinson, N.; Stoker, J. J. (1943). Non-linear Mechanics. Providence, RI: Brown University
- Le Corbeiller, P. (1950). Matrix Analysis of Electric Networks. Cambridge, MA: Harvard University Press
- Le Corbeiller, P. (1951). «A new pattern in science». Journal of Chemical Education. 28 (10): 553–555. Bibcode:1951JChEd..28..553L. doi:10.1021/ed028p553
- Le Corbeiller, P.; Yeung, Y.-W. (1952). «Duality in Mechanics». Journal of the Acoustical Society of America. 24 (4): 643–648. Bibcode:1952ASAJ...24R.451L. doi:10.1121/1.1917501
- Le Corbeiller, P. (1953). «Crystals and the Future of Physics». Scientific American. 188 (1): 50–56. Bibcode:1953SciAm.188a..50C. doi:10.1038/scientificamerican0153-50
- Le Corbeiller, P. (1954). «The Curvature of Space». Scientific American. 191 (5): 80–86. Bibcode:1954SciAm.191e..80C. doi:10.1038/scientificamerican1154-80
- Le Corbeiller, P. (1960). «Two-Stroke Oscillators». IRE Transactions on Circuit Theory. 7 (4): 387–398. doi:10.1109/TCT.1960.1086719
- Le Corbeiller, P., ed. (1963). The Languages of Science: Nine Eminent Scientists Survey Modern Developments in Scientific Communication. New York: Basic Books
- Le Corbeiller, P.; Lukas, A. V. (1966). Dimensional Analysis. New York: Basic Systems